# Zanamivir
A zanamivir (INN) neuraminidáz-gátló, amelyet az influenzavírus A és az influenzavírus B fertőzés kezelésére, illetve megelőzésére használnak. (A másik neuraminidáz-gátló az oszeltamivir.) Ez volt az első kereskedelmi forgalomba került neuraminidáz-gátló. Jelenleg a GlaxoSmithKline forgalmazza, Relenza név alatt.
A zanamivir úgy fejti ki hatását, hogy a neuraminidáz protein aktív részéhez kapcsolódik, és ettől az influenzavírus nem tud kiszabadulni a gazdasejtből és továbbfertőzni. (David Cyranoski, 2005).

## Felfedezése
A Relenzát 1989-ben fedezte fel a Mark von Itzstein vezette kutatócsoport az ausztráliai Melbourne-ben, a Monash Egyetem Victorian College of Pharmacy intézetében, a Biota nevű ausztrál biotechnológiai cég antivirális hatóanyag projektjének részeként, együttműködésben a CSIRO (Commonwealth Scientific and Industrial Research Organisation) ausztrál kormányzati kutatóügynökséggel. A kutatást kezdetben a Biota finanszírozta.

## Háttér
Az A és a B típusú influenzavírusok is okoznak betegséget, de az A típus bizonyult jóval virulensebbnek. Az A vírus okozza a szezonális influenzát és ez okozta a jelentős pandémiákat (világjárványokat), amilyen az 1918-as spanyolnátha járvány is volt, a B vírus nem okoz pandémiát.
Az influenza a légzőrendszert támadja meg. Az influenzavírusok a gazdasejtekben gyors ütemben szaporodnak. A vírus akár egy óra alatt elpusztíthatja a gazdasejtet, másolatai kilökődnek a szervezetbe és új gazdasejteket keresnek. Az influenza különböző típusai különböző veszélyességűek, de egyes emberek számára az enyhébb változatok okozta komplikációk is súlyosak, vagy akár halálosak is lehetnek. A fertőzöttben a vírus egy ideig – általában néhány napig – lappang és azelőtt is továbbadhatja a fertőzést, hogy megbetegedne.
Az influenza A vírus okozta fertőzés gyakori, járványai általában a téli hónapokban szoktak kitörni. Általában vírust tartalmazó részecskék útján terjed az emberek között. Jellemző tünetei a láz, köhögés, fejfájás, fáradtság, testi fájdalmak, torokfájás. A tünetek hetekig is tarthatnak. A köhögés és tüsszentés vírusos részecskéket küld a levegőbe. Ezek úgy is fertőzhetnek, hogy belélegzik őket, de a tárgyak felszínére leszállva is fertőzőek maradnak és a kézről a szervezetbe kerülhetnek. (Ezért erősen ajánlott megelőző intézkedés a gyakori kézmosás.)

## Korlátai
A zanamivir in vitro és in vivo is az influenzavírus szaporodása hatékony gátlójának bizonyult, ez azonban még nem feltétlenül jelenti a sikeres klinikai alkalmazást. A klinikai tesztekből az derült ki, hogy a tünetmentességig eltelő időt másfél nappal képes csökkenteni, ha a kezelés a tünetek jelentkezése utáni 48 órán belül megkezdődik.
A kezelés megkezdésének ideális ideje a tünetek megjelenése utáni 6–12 óra. A legtöbb országban azonban a gyógyszert csak orvosi rendelésre lehet beszerezni, és a recept megszerzéséhez szükséges idő miatt a szer gyakran válik hatástalanná (Professor Graeme Laver, 2007).
A zanamivir további korlátja, hogy a szájon át történő bevételének alacsony a hatékonysága. Ezért intravénásan kell beadni, az idősek számára ezért kevéssé használható, a bronchospasmus kialakulásának veszélye miatt.
Emiatt gyakran inhalálás útján veszik be. Mindez hátrányt jelent az orálisan bevehető oseltamivirrel szemben. Az Egyesült Államok Élelmiszer- és Gyógyszerügyi Hivatala arra figyelmeztetett, hogy tud olyan esetekről, amikor a Relenza inhalálása után asztmás és krónikus obstruktív légúti betegségben (COPD) szenvedő betegek esetében légzési nehézségek léptek fel.
Egy jelentés szerint a Relenza, miközben legalább olyan hatékony, mint Tamiflu, kevesebb mellékhatással jár, mint az émelygés és fejfájás (Lancet 366, 533−534; 2005). E cikk és más jelentések szerint a Relenzára nem alakult ki rezisztencia a vírusokban, miközben a Tamiflura igen. A kutatók mindkét gyógyszer felhalmozását javasolják. (David Cyranoski, 2005)

## Fordítás
- Ez a szócikk részben vagy egészben  a   Zanamivir című angol Wikipédia-szócikk fordításán alapul.  Az eredeti cikk szerkesztőit annak laptörténete sorolja fel. Ez a jelzés csupán a megfogalmazás eredetét és a szerzői jogokat jelzi, nem szolgál a cikkben szereplő információk forrásmegjelöléseként.

## Külső hivatkozások
- The development of Relenza for treatment of influenza
- Medlineplus drug information for zanamivir
- FDA information page for Relenza
- Relenza Biota Holdings